# Alkanna megacarpa
Alkanna megacarpa är en strävbladig växtart som beskrevs av Dc. Alkanna megacarpa ingår i släktet Alkanna och familjen strävbladiga växter. Inga underarter finns listade i Catalogue of Life.